# Ibn Tufajl
Ibn Tufajl, w pełnym brzmieniu Abu Bakr Muhammad ibn Abd al-Malik ibn Muhammad ibn Tufajl al-Kajsi al-Andalusi, ar. أبو بكر محمد بن عبد الملك بن محمد بن طفيل القيسي الأندلسي, łac. Abubacer (ur. na pocz. XII w. w Kadyksie, zm. 1165 w Maroku) – arabski andaluzyjski filozof muzułmański, matematyk, poeta, lekarz i astronom.

## Życiorys
O jego życiu wiadomo niewiele. Pracował jako sekretarz zarządcy Grenady, następnie dołączył do dworu Abu Jakuba Jusufa I, gdzie był lekarzem. Osobiście przyjaźnił się z Abu Jakubem Jusufem, z czasem został przy nim wezyrem. Przyjaźnił się z Ibn Ruszdem. Jemu na polecenie władcy powierzył dokonanie analizy treści dzieł Arystotelesa; także z jego relacji znany jest zakres zainteresowań naukowych i niektóre poglądy głoszone przez Ibn Tufajla. Według Ibn Ruszda (Awerroesa) Ibn Tufajl był autorem dwóch traktatów z zakresu medycyny, dzieła "o zasiedlonych i niezasiedlonych obszarach ziemi", jak również zajmował się astronomią, polemizując z teorią Ptolemeusza. Żaden z tych tekstów nie zachował się.
Również dorobek filozoficzny Ibn Tufajla zachował się szczątkowo. W swojej Księdze o duszy Ibn Ruszd polemizuje z jego pojmowaniem wyobraźni; Ibn Tufajl był zdania, że wyćwiczona wyobraźnia może dostrzegać rzeczy intelligibilne, a zatem nie potrzeba do tego dodatkowej formy intelektu. Teksty Ibn Tufajla dotyczące wyobraźni nie przetrwały.
Z jego dorobku filozoficznego i literackiego zachował się jedynie krótki traktat (powieść o wtajemniczeniu) Żyjący syn Czuwającego (oryg. Hajj ibn Jakzan, حي بن يقظان). W dziele tym Ibn Tufajl rozwinął temat zatytułowanego tak samo dzieła Ibn Siny – dzieje samotnego człowieka urodzonego na wyspie, który dzięki własnej inteligencji w ciągu czterdziestu dziewięciu lat nieustannego samokształcenia i refleksji stopniowo poznaje otaczający go świat, prawa przyrody, dochodząc stopniowo do wiedzy filozoficznej i poznania istoty religii. Obraz tytułowego Hajja ibn Jakzana zestawiony został z wizją ludzkiego społeczeństwa, które reprezentuje społeczność sąsiedniej wyspy, w której funkcjonują prawo, konwenanse i religia, przez większość mieszkańców pojmowana bardzo powierzchownie. Jedynym członkiem społeczności, który zajmuje się poważniejszymi rozważaniami, jest Absal. Pewnego dnia postanawia on udać się na sąsiednią, niezamieszkaną wyspę, gdzie poznaje bohatera tytułowego. Obaj znajdują wspólny język i przekonują się, że w różny sposób doszli do tych samych wniosków w kwestiach filozoficznych i religijnych. Postanawiają udać się na wyspę Absala i nauczać jej mieszkańców. Zostają tam początkowo dobrze przyjęci, z czasem jednak społeczność odrzuca ich. Obaj powracają na bezludną wyspę, przekonani, że tylko nieliczni mogą osiągnąć szczęście, gdyż zdobywa się je w samotności.
Tekst Ibn Tufajla, niepozbawiony wpływów mistycznych oraz iluminizmu, stanowi pochwałę rozumu ludzkiego i możliwości poznawania świata za jego pomocą. Chociaż koncepcje Ibn Tufajla nie zawsze pozostawały w zgodzie z tradycyjnym nauczaniem islamu sunnickiego, cieszył się opieką Almohadów.
Ibn Tufajl był również poetą.
Filozofowie łacińscy znali poglądy Ibn Tufajla, z którymi spierał się Awerroes, nie była im natomiast znana powieść Żyjący syn Czuwającego. W piśmiennictwie łacińskim arabski filozof znany jest jako Abubacer. Powieść Ibn Tufajla stała się znana poza kręgiem arabskojęzycznym w XIV w., gdy Mojżesz z Narbonne przełożył ją na język hebrajski, zaś w wieku XVII E. Pococke przetłumaczył ją na łacinę.